# Schotter wie Heu

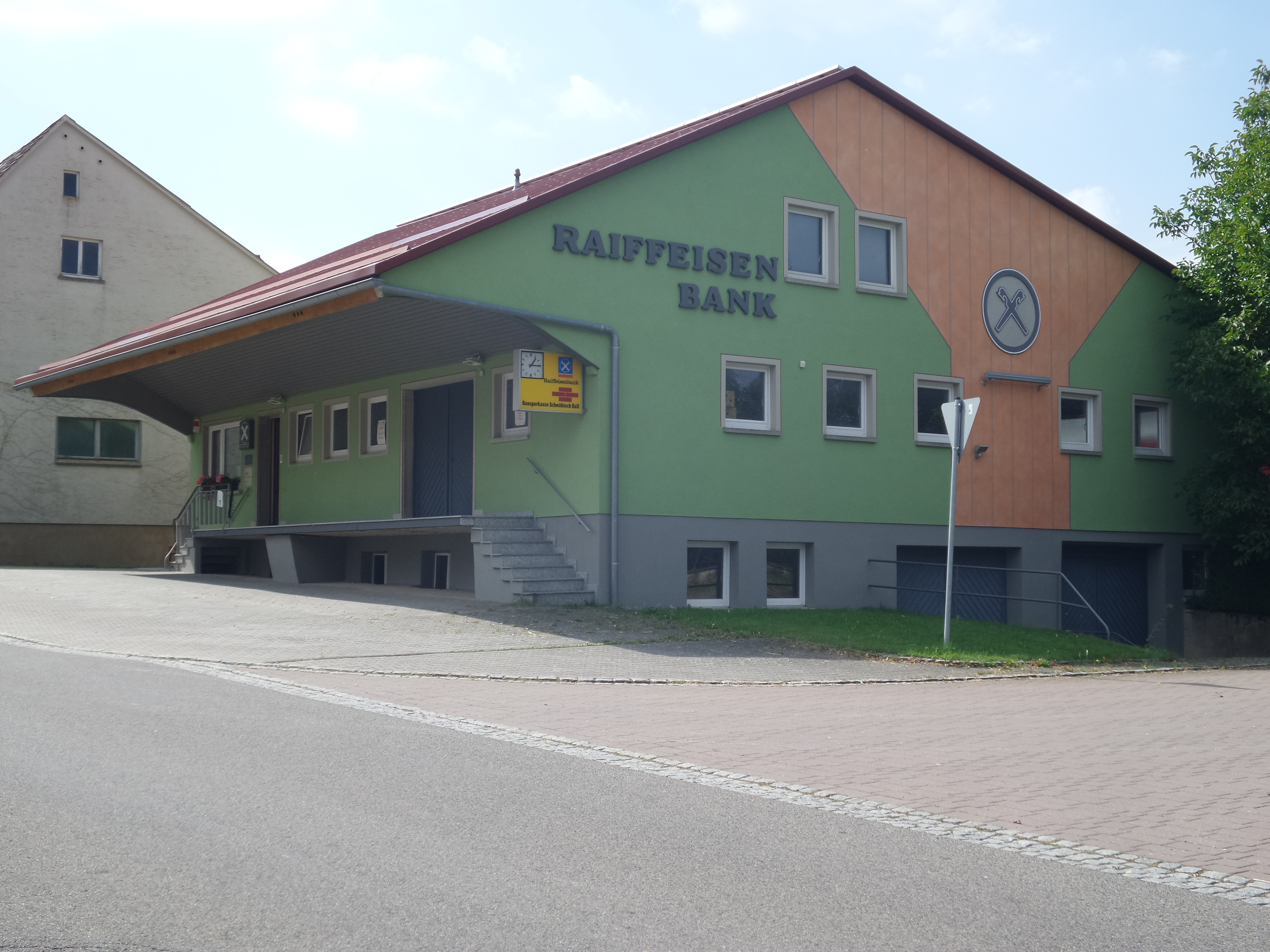
Die Raiffeisenbank Gammesfeld

Schotter wie Heu ist ein deutscher Dokumentarfilm aus dem Jahr 2002.

## Handlung
Der Film ist ein Porträt des Lebens im hohenlohischen Gammesfeld, in dessen Mittelpunkt die kleinste Bank Deutschlands, die Raiffeisenbank Gammesfeld, sowie ihr einziger Angestellter stehen. Bankdirektor Fritz Vogt ist gleichzeitig Sekretär, Buchhalter, Kassierer und Landwirt und damit der wichtigste Mann im Dorf. Zum Zeitpunkt der Dreharbeiten war die örtliche Bank die einzige Deutschlands, die nicht mit zu damaliger Zeit moderner Technik wie Faxgerät oder Computer ausgestattet war.

## Entstehung
Sigrun Köhler (* 1967) und Wiltrud Baier (* 1967) alias Böller und Brot sind Absolventinnen der Filmakademie Baden-Württemberg in Ludwigsburg. Der Film Schotter wie Heu ist ihr Debütfilm und hatte seine Uraufführung bei den 36. Hofer Filmtagen 2002, im Sommer 2003 kam er ins Kino.

## Kritik
„Im Grunde genommen haben Baier und Köhler eine ethnologische Untersuchung über das Leben in der deutschen Provinz vorgelegt. Die Menschen dort träumen von Autos und Traktoren, sie streiten nachhaltig und sie feiern kräftig. Gibt es ein schöneres Bild für das entschleunigte Dasein der Gammesfelder als das ‚Kuhfladen-Bingo‘ auf der Kirmes?“ Mit Kirmes ist in diesem Fall die Muswiese gemeint.

## Auszeichnungen
- Internationales Filmwochenende Würzburg 2004: Dokumentarfilmpreis
- Nonfiktionale Bad Aibling 2008: Nonfiktionalepreis